# Fort Frederik-Hendrik Berendrecht
 (octobre 2017).
Si vous disposez d'ouvrages ou d'articles de référence ou si vous connaissez des sites web de qualité traitant du thème abordé ici, merci de compléter l'article en donnant les références utiles à sa vérifiabilité et en les liant à la section « Notes et références ».
À proximité de l'ancienne localité de Berendrecht, tout proche de l'Escaut, deux sites militaires furent établis entre 1620 et 1630, dans le but de contrôler le trafic fluvial sur cette rivière et les terres alentour.
Ils ont servi de support ou de base pour les forts voisins, tels le fort Lillo et le fort Saint-Martin dans les environs de Zandvliet. Ces sites pouvaient tomber indifféremment sous la coupe de troupes amies ou ennemies. L'un d'entre-eux fut le fort Frederik-Hendrik (ou fort Frédéric Henri).

## Histoire
Ce fort est fondé par Guillaume Ier d'Orange-Nassau, connu sous le nom de Guillaume le Taciturne (1533-1584), gouverneur et conseiller du roi Philippe II, régnant alors sur les Flandres. Plus tard, Guillaume se rebelle contre ce même roi. La guerre de Quatre-Vingts Ans entre les troupes rebelles des Républiques Unies et la toute puissante armée espagnole éclata. Guillaume d'Orange s'établit et résida à Anvers de 1576 à 1583, en raison de l'influence politique et économique de cette ville, plus particulièrement dans le Prinsenhof dans le domaine de l'Abbaye Saint-Michel. Il attribua le nom (en néerlandais) de Frederik-Hendrik au fort pour célébrer la naissance de son fils, issu de son quatrième mariage en 1584 avec Louise de Coligny. Cette forteresse devait assurer son pouvoir sur la zone de l'Escaut grâce à l'ensemble des forts (y compris le fort Lillo). Bien plus tard, le fils se maria avec Amélie de Solms-Braunfels. Leur fils unique, Guillaume II d'Orange, sera le père de Guillaume III d'Orange qui deviendra roi d'Angleterre en 1689.
Le fort est construit en 1628 par les troupes du Prince Frédéric-Henri d'Orange-Nassau, aux abords de Lillo. Il composait une place d'importance stratégique qui fut déjà auparavant, un avant-poste espagnol. La forteresse devait apporter un renfort aux troupes stationnées dans le fort Lillo, et renforcer la défense contre les attaques d'Ambrogio Spinola, qui se trouvait dans Zandvliet.
Quand la menace de l'armée espagnole se fit plus pressante à partir de juillet 1630, une intervention des troupes des Républiques Unies a été mise en place. Des rumeurs indiquaient alors que les Espagnols ont envoyé 3 000 soldats à Zandvliet. Ces forces sont renforcées jusqu'à 12 000 hommes à pied (soit 36 compagnies) et 40 canons. Le fort Frederik-Hendrik ne comptait qu'une garnison de 85 soldats et le fort le plus proche, celui de Blauwgaren, de seulement 35 hommes. Quand les rumeurs d'une attaque espagnole sont apportées, quatorze compagnies marchent de Bergen op Zoom pour renforcer ces garnisons et sont réparties dans tous les forts. Cependant, les troupes espagnoles embarquées dans une flotte n'ont pas dépassé Zandvliet et Woensdrecht en raison de la marée. Sous le couvert du brouillard, ils sont attaqués par la flotte des Républiques Unies.
La flotte espagnole fut vaincue et plusieurs forts ennemis furent repris. En 1648, le traité de Munster est signé et met un terme à la guerre de 80 ans.
Le fort se développe en plusieurs étapes : en 1642, le fort possède des bâtiments militaires et un pont au-dessus du canal. En 1662, il lui est ajouté une poudrière, une maison du commandant et des baraquements.
À partir de 1715, le fort tombe sous le pouvoir autrichien après la paix d'Utrecht en 1713. En 1747, le fort est conquis par les Français, le régiment de Custine, mais ils le quittent après une année d'occupation et il redevient forteresse de l'État. Celui-ci retourne aux mains des Autrichiens en 1786.
Le traité de Fontainebleau en 1785. Les forts de l'Escaut sur la rive est, excepté le fort de Lillo, sont détruits. Un an plus tard, le fort Frederik-Hendrik est rasé. Pendant 158 ans cette structure a été déterminante pour l'histoire de l'Escaut. Un siècle plus tard, une fabrique de sucre est établie sur le promontoire laissé vacant.

## Construction
Le plan du fort était de structure carrée de 220 mètres de côté avec 4 bastions. Au nord, une couronne et un canal de 20 mètres de large assuraient une bonne protection. Il fut construit selon le plan habituel des forts de rivière qui permettait d’inonder le polder, un grand avantage pour la défense du fort de Lillo. Il y avait un petit port du côté de l'Escaut. Après la paix de Münster de 1648 mettant fin au conflit, la trouée dans la digue fut comblée par une écluse de polder. Le fort Frederik-Hendrik était assez identique au fort de la Croix, lui aussi appartenant aux forces des Républiques Unies.

## Occupation

### Militaire
Le fort n'avait qu'une occupation limitée dans le temps. Le commandement était sous la responsabilité d'un sergent-major  qui contrôlait les biens et les armes. Il était le point de contact pour tout, de l'autorité comme pour les hommes, et recevait ses ordres d'un officier du fort de Lillo ou de Liefkenshoek, et aussi de capitaines ou d'officiers de l'armée des Républiques Unies, également ses supérieurs. La garnison comportait 2 canonniers et environ 25 hommes. En raison des disparités des fortifications (Lillo, Saint-Jacob, Liefkenshoek, La Croix, Luys, Blauwgaren et Frederik-Hendrik), le prince Frédéric-Henri mit en place un principe pour déterminer quel homme choisir à la tête de chaque forteresse.

### Religieuse
La religion protestante était pratiquée dans ce fort. C'est la raison pour laquelle il y avait un prédicateur et un conseil d'église en permanence. Ce conseil était composé de deux aînés et de deux diacres. Cette organisation fut revue car considérée comme exagérée (comme pour le fort de la Croix). Le service religieux fut totalement supprimé dans cette structure et pour trouver un ministre du culte, il fallait aller au fort de Lillo, de Liefkenshoek ou au fort de la Croix.

### Médicale
Les soins médicaux étaient assurés par un chirurgien. Cependant, il n'était pas directement sur place, au fort, mais devait venir des forts de Lillo ou de Liefkenshoek. Les hommes gravement malades étaient transportés par bateau jusqu'à Bergen op Zoom ou Middelburg.

## Vie dans le fort
La vie dans ce fort était bien la moins agréable de tous les forts, sans distraction, auberge ou femmes, alors que la garnison du fort de Lillo pouvait se rendre à Berger op Zoom. Le fort n'était pratiquement pas éclairé et seuls les gardes avaient des chandelles. Les taches quotidiennes étaient réalisées par les soldats eux-mêmes, une fois désignés par le sergent-major. Ces tâches étaient généralement des actions d'entretien. Les soldats qui avaient une compétence professionnelle étaient employés pour réparer les fenêtres, les mousquets, etc. La solde du sergent-major s'élevait à 25 couronnes par mois.

## Galerie

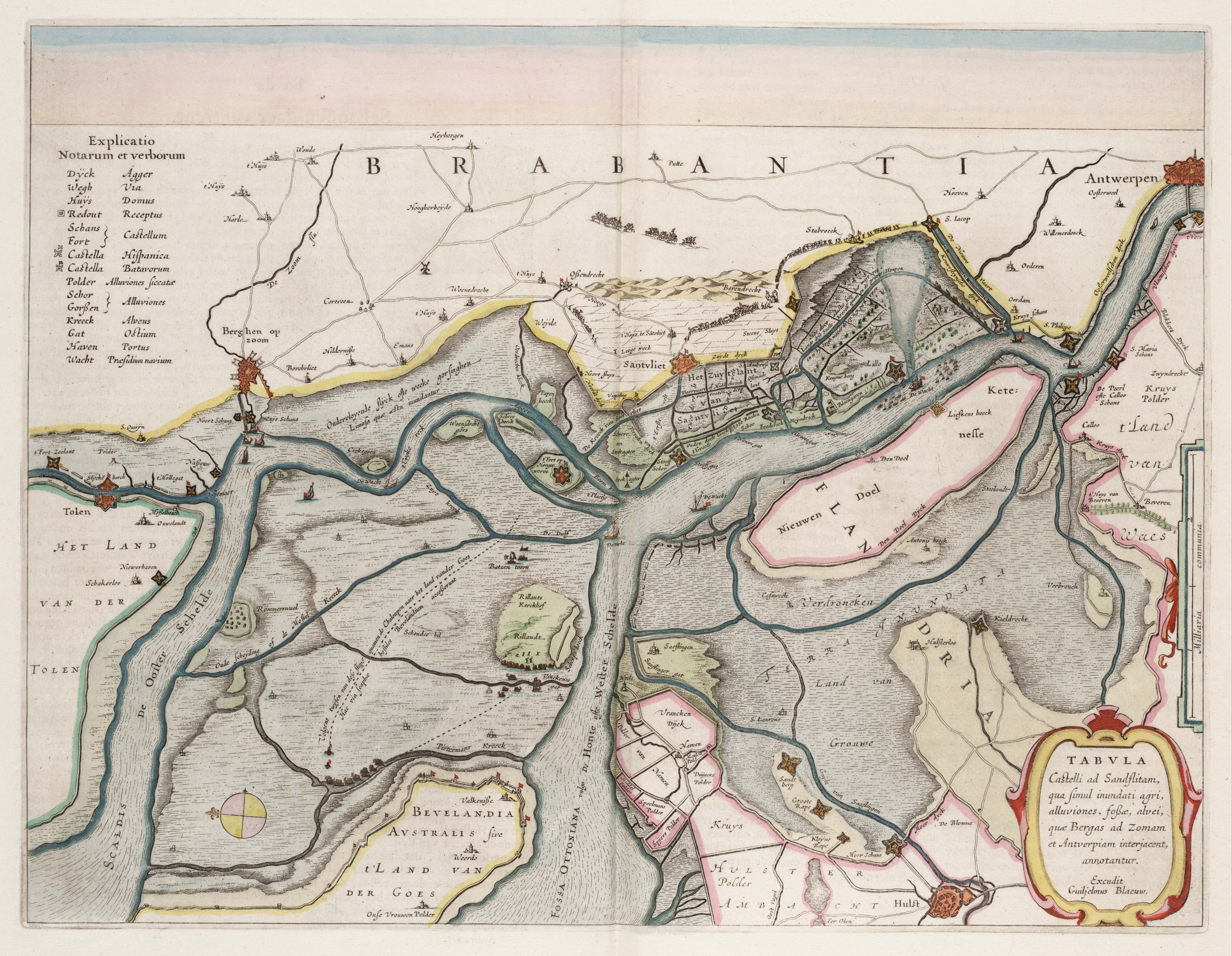
Le fort Frederik Hendrick (positionné en bas à droite de « Zandvliet » sur la carte) d'après Blaeu vers 1630.